# Autoridad de registro
En una infraestructura de clave pública, una autoridad de registro (en inglés: registration authority, RA) es una entidad de confianza que:
- Registra las peticiones que hagan los usuarios para obtener un certificado electrónico.
- Comprueba la veracidad y corrección de los datos que aportan los usuarios en las peticiones.
- Envía las peticiones a una autoridad de certificación para que sean procesadas.

La función de las autoridades de registro es controlar la generación de certificados para los miembros de una entidad. Previa identificación, la autoridad de registro se encarga de realizar la petición del certificado y de guardar los datos pertinentes.